# Deguelia utilis
Deguelia utilis là một loài thực vật có hoa trong họ Đậu. Loài này được (A.C. Sm.) A.M.G. Azevedo miêu tả khoa học đầu tiên năm 1998.